# 築港 (大阪市)
築港（ちっこう）は、大阪府大阪市港区にある町名。現行行政地名は築港一丁目から築港四丁目。

## 地理
1831年から行われた安治川の浚渫により築かれた天保山と、1897年から行われた大阪港第一次修築工事による埋立地からなる。北西を安治川、北東を天保山運河、南東を天保山支線運河、南西を大阪湾に囲まれた島の大半を占め、外縁の一部を占める海岸通一丁目と同二丁目に隣接する。なお、海岸通を含む大阪港の地区名としての築港は大阪港#築港を参照のこと。

### 河川
- 安治川
- 天保山運河

## 歴史
1968年実施の町名で、旧町名の一条通・五条通の各全域および二条通・三条通・四条通の各一部にあたる。

## 世帯数と人口
2019年（平成31年）3月31日現在の世帯数と人口は以下の通りである。
| 丁目       | 世帯数    | 人口    |
| ---------- | --------- | ------- |
| 築港一丁目 | 711世帯   | 1,133人 |
| 築港二丁目 | 756世帯   | 1,413人 |
| 築港三丁目 | 1,383世帯 | 2,374人 |
| 築港四丁目 | 645世帯   | 999人   |
| 計         | 3,495世帯 | 5,919人 |

### 人口の変遷
国勢調査による人口の推移。
| 1995年（平成7年）  | 7,691人 | [ 5 ] |  |
| 2000年（平成12年） | 7,572人 | [ 6 ] |  |
| 2005年（平成17年） | 7,141人 | [ 7 ] |  |
| 2010年（平成22年） | 6,495人 | [ 8 ] |  |
| 2015年（平成27年） | 6,140人 | [ 9 ] |  |

### 世帯数の変遷
国勢調査による世帯数の推移。
| 1995年（平成7年）  | 3,346世帯 | [ 5 ] |  |
| 2000年（平成12年） | 3,469世帯 | [ 6 ] |  |
| 2005年（平成17年） | 3,399世帯 | [ 7 ] |  |
| 2010年（平成22年） | 3,266世帯 | [ 8 ] |  |
| 2015年（平成27年） | 3,234世帯 | [ 9 ] |  |

## 事業所
2016年（平成28年）現在の経済センサス調査による事業所数と従業員数は以下の通りである。
| 丁目       | 事業所数  | 従業員数 |
| ---------- | --------- | -------- |
| 築港一丁目 | 62事業所  | 771人    |
| 築港二丁目 | 52事業所  | 844人    |
| 築港三丁目 | 89事業所  | 1,819人  |
| 築港四丁目 | 106事業所 | 1,638人  |
| 計         | 309事業所 | 5,072人  |

## 交通

### 鉄道
- 大阪市高速電気軌道
中央線 大阪港駅

### 道路
- 国道172号（みなと通）
- 海岸通

## 施設
- 大阪市立築港小学校
- 大阪市立築港中学校
- 天保山（天保山公園）
- 港住吉神社
- 築港高野山 釈迦院
- 大阪築港郵便局
- 辰巳商会ビル（辰巳商会本社・深田サルベージ建設本社）

## ギャラリー

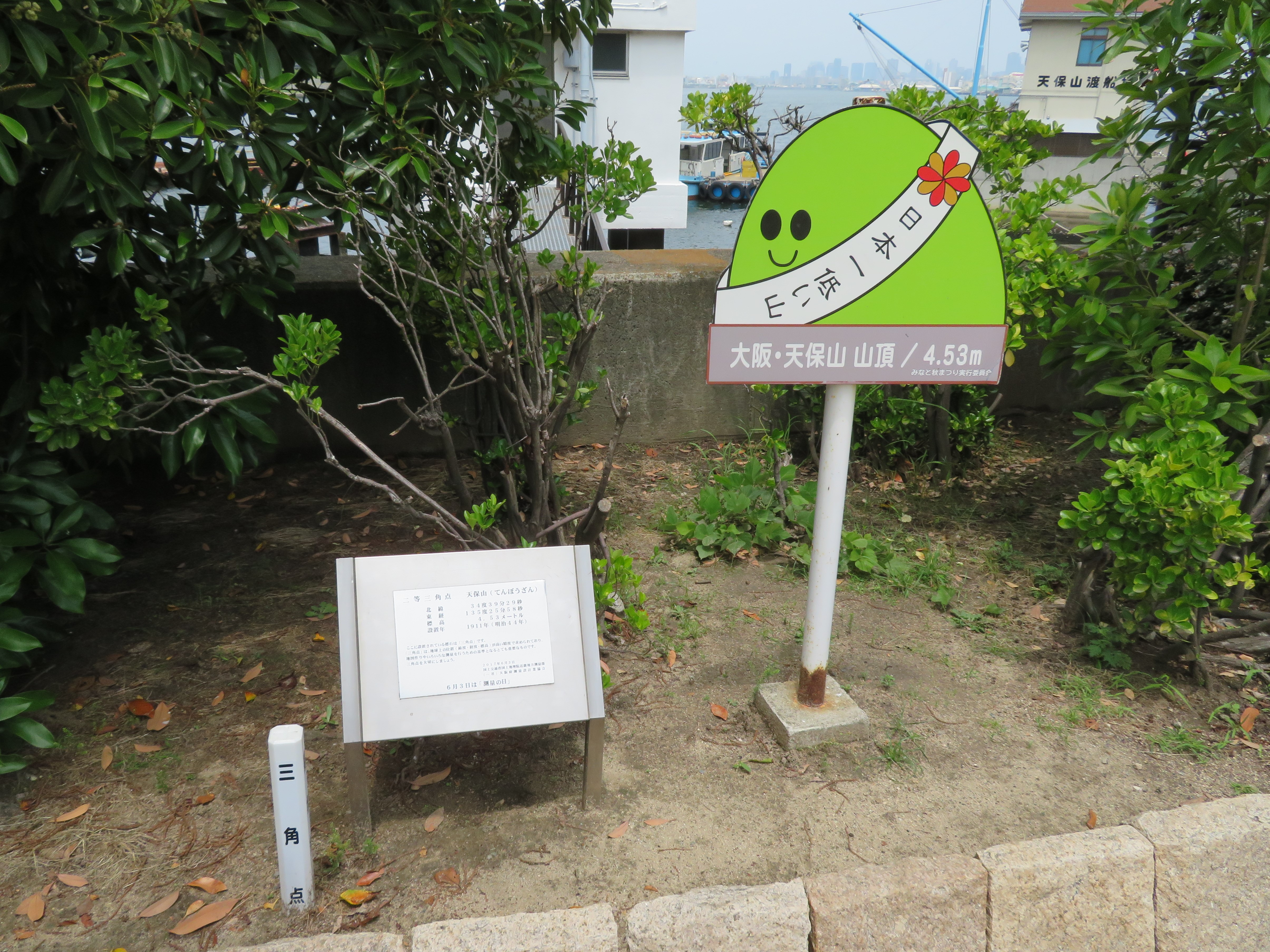
天保山
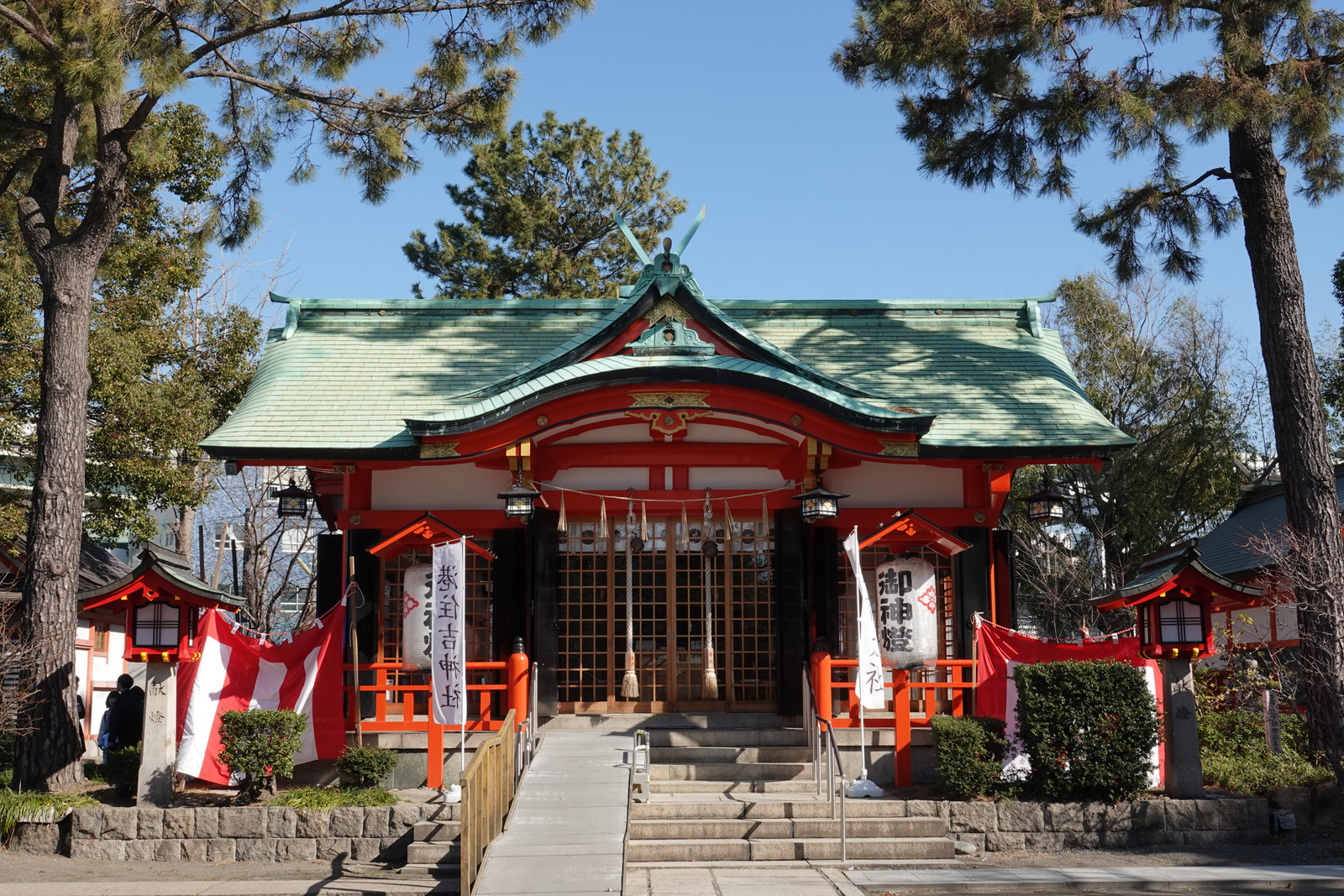
港住吉神社
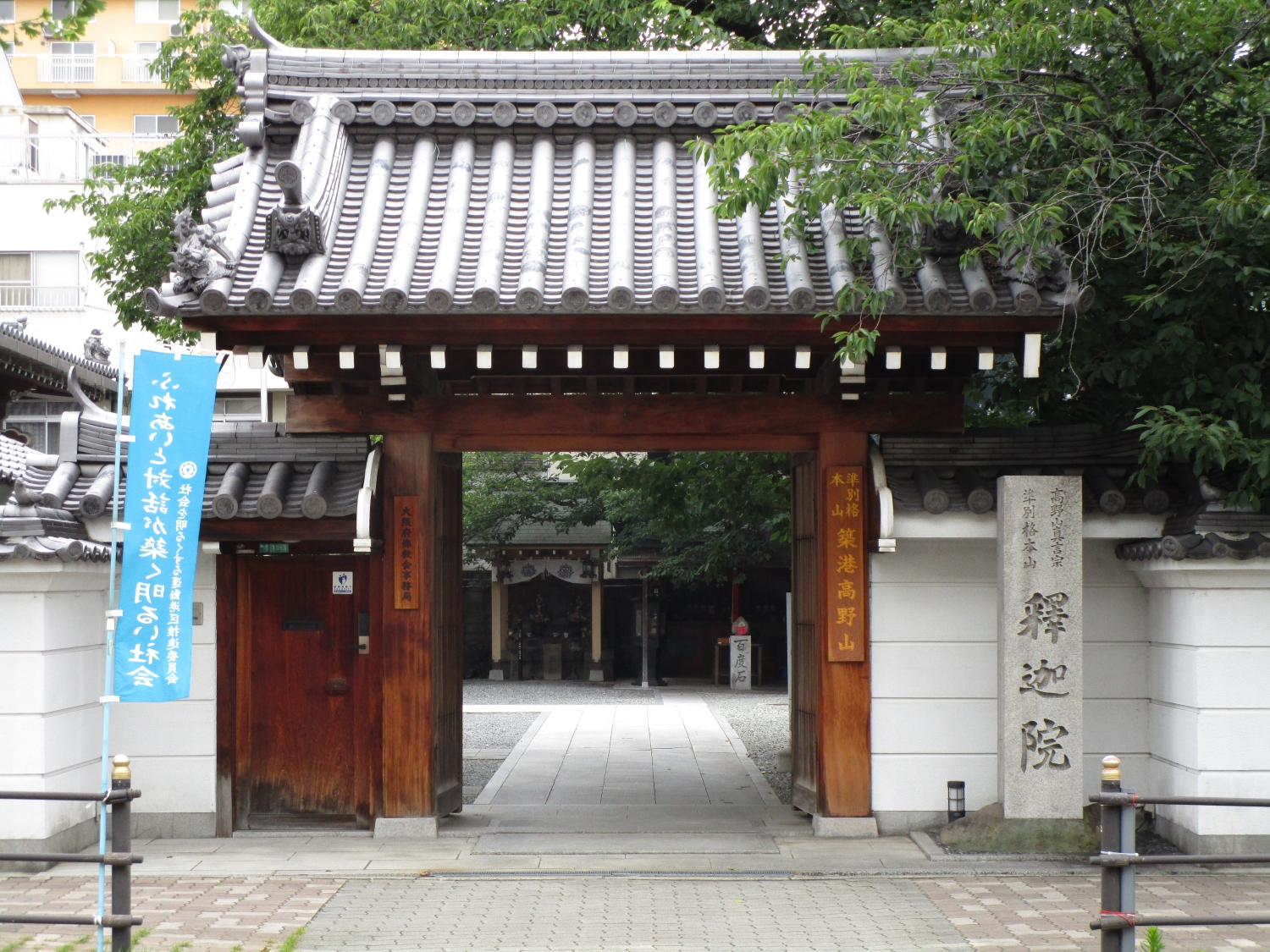
築港高野山 釈迦院
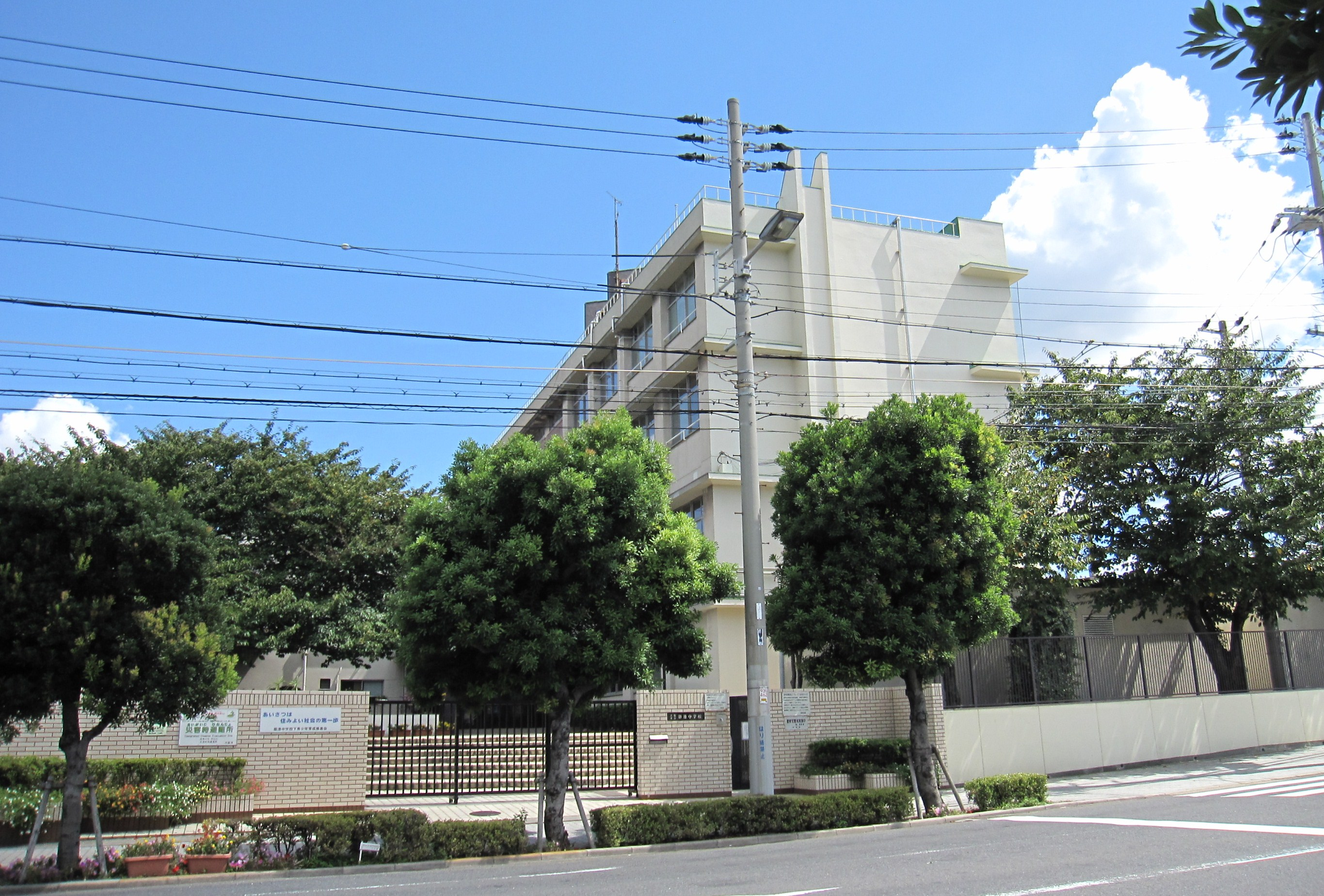
大阪市立築港中学校
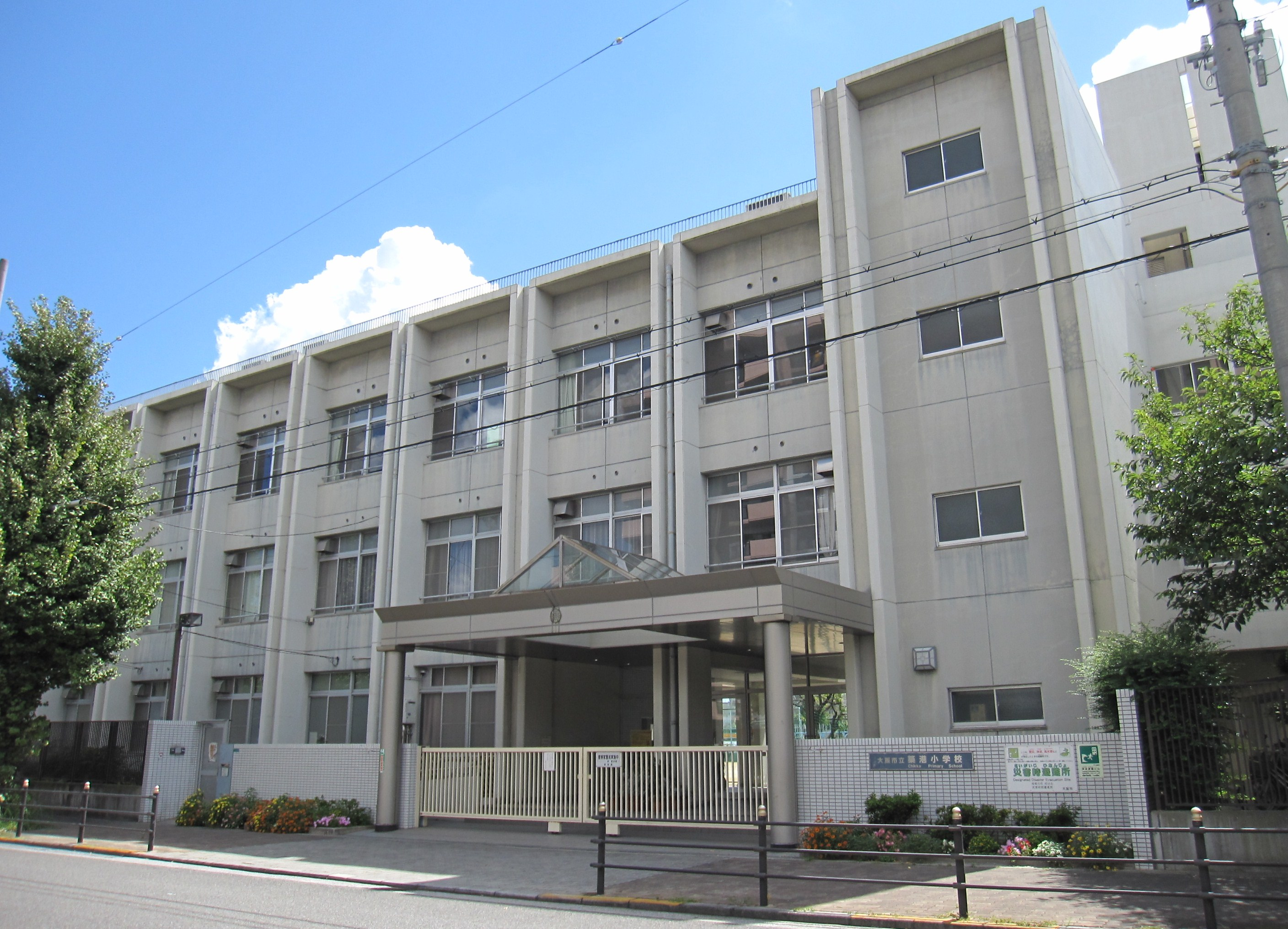
大阪市立築港小学校

## その他

### 日本郵便
- 〒552-0021[3]（集配局：大阪港郵便局[11]）